# Livre Exame
O livre exame : orgão do Centro de Lisboa da Associação Propagadora do Livre Pensamento publicou-se em Lisboa, a um ritmo mensal, entre setembro de 1885 e março de 1886, somando sete números. Tratou-se de uma publicação de cariz anticlerical que apresentava como grande objetivo reivindicar a regulamentação das liberdades reconhecidas no Código Civil (1867), de molde a garantir o registo civil do nascimento, do casamento e da morte. Teixeira Bastos, Teófilo Braga, Reis Dâmaso, José Carrilho Videira e Heliodoro Salgado são alguns dos nomes que assinam nesta publicação.